# 御史中丞第
29°49′24.29″N 121°23′26.69″E / 29.8234139°N 121.3907472°E
御史中丞第位于中国浙江省宁波市海曙区古林镇茂新村茂林自然村，明代建筑，建筑坐北朝南，为单檐硬山顶平屋，大厅为高平屋，2010年9月公布为鄞州区文物保护单位，2013年维修，2015年完工，2018年12月28日因行政区划调整公布为海曙区文物保护单位。